# جسر قوسي
الجسر القوسي أو الجسر المقوس (بالإنجليزية: Arch bridge) هو أحد أقدم أنواع الجسور. يتكون من دعامات تتشكل في نهايته على هيئة قوس منحن. تعمل هذه الجسور عن طريق نقل وزن الجسر وأحماله جزئيًا بالاتجاه الأفقي من قبل الدعامات في كلا الجانبين. وقد تكون الجسور القوسية الطويلة (أو ما يُطلق عليها Viaduct) مكونة من سلسلة من الأقواس.
تتميز هذه الجسور بأنها لا يتولد فيها سوى قوى محورية بسبب البنية القوسية للجسر التي تحول جميع القوى فيه إلى قوى ضاغطة على المحور الوسطي. ولهذا النوع من الجسور أشكالاً عديدةً تختلف باختلاف الطبيعة الجغرافية للمنطقة أو باختلاف المهندس المصمم الذي يختار الشكل الخاص للجسر.

## تاريخ

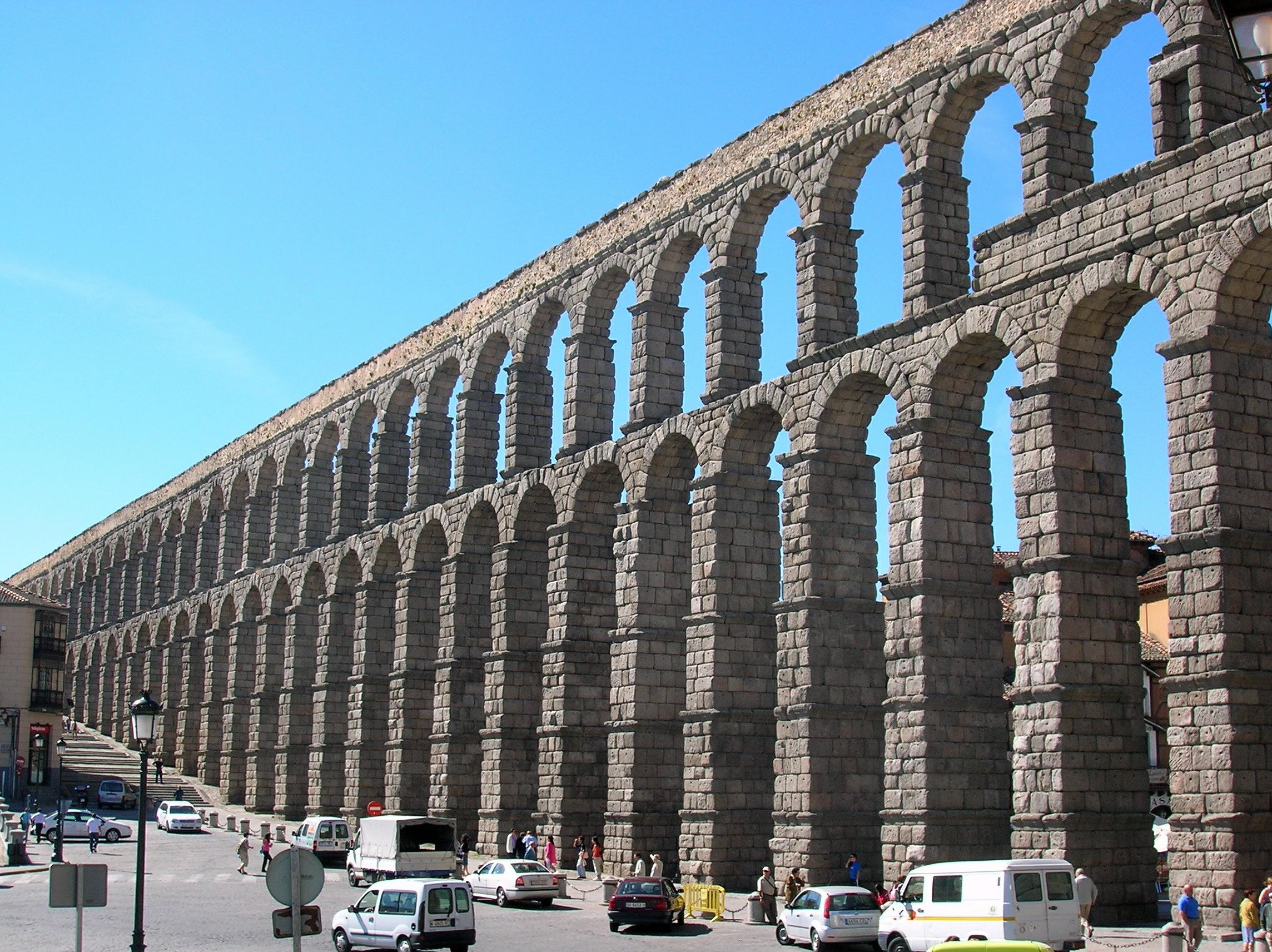
قناة شقوبية في شقوبية، إسبانيا (100 م).

من المحتمل أن يكون جسر أركاديكو في اليونان - حوالي 1300 ق.م هو أقدم جسر مقوس في العالم. كما أن طريقة استناد قوس الجسر الحجري لا تزال تُستخدم من قبل السكان المحليين. وهناك أيضا عدة أمثلة من الجسور المحفوطة من العصر الهيلينستي في البلاد.
بعد ذلك استخدم الرومان وغيرهم من الحضارات الجسور المقوسة والقنوات المائية المرفوعة بشكل كبير في كثير من المناطق حول العالم، وتُعد قناة بونت دو جارد قرب ميس، فرنسا أحد أقدم وأشهر القنوات الرومانية.

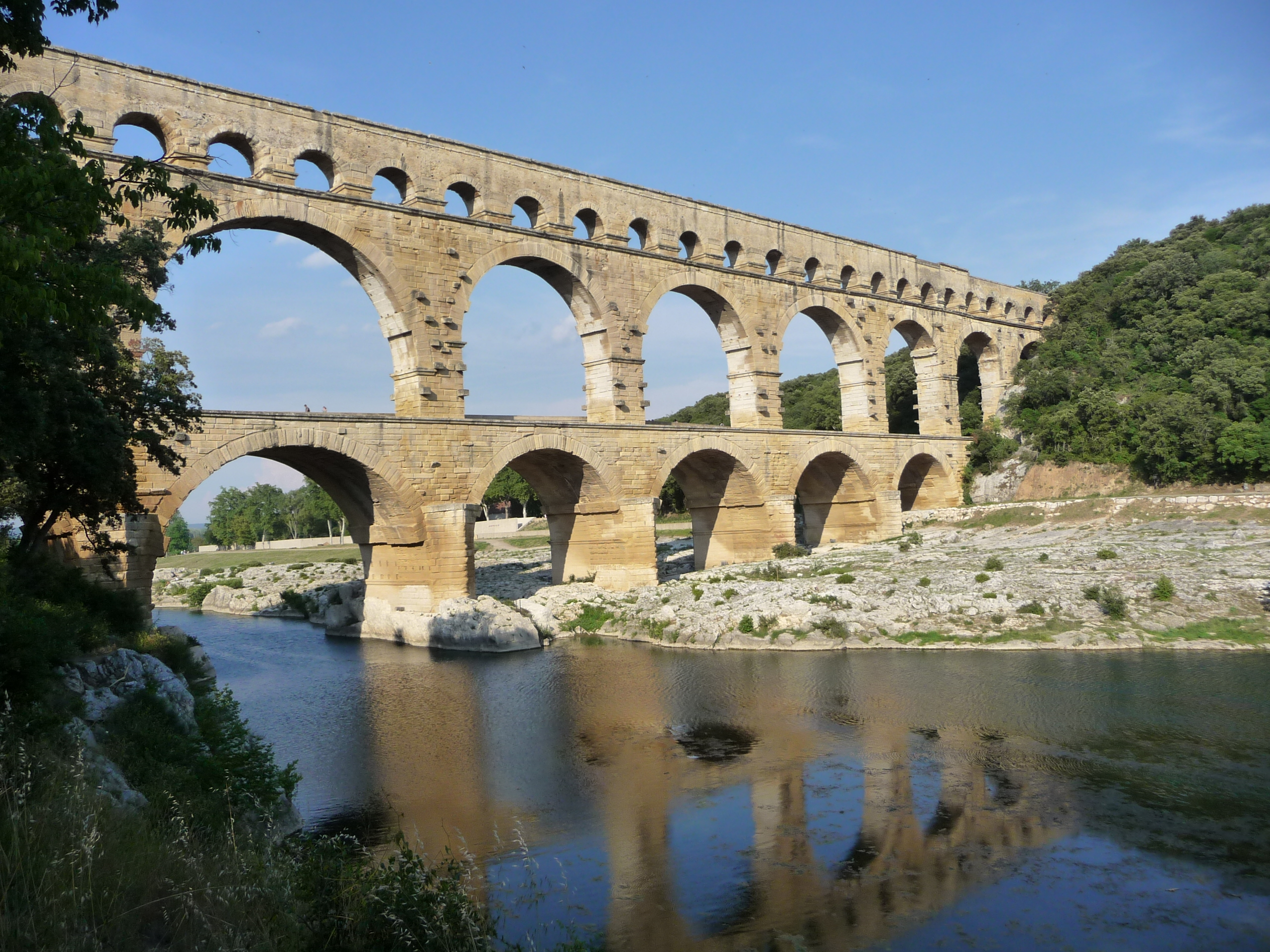
بونت دو جارد في فرنسا، وهي قناة من الحقبة الرومانية (حوالي 19 ق.م).

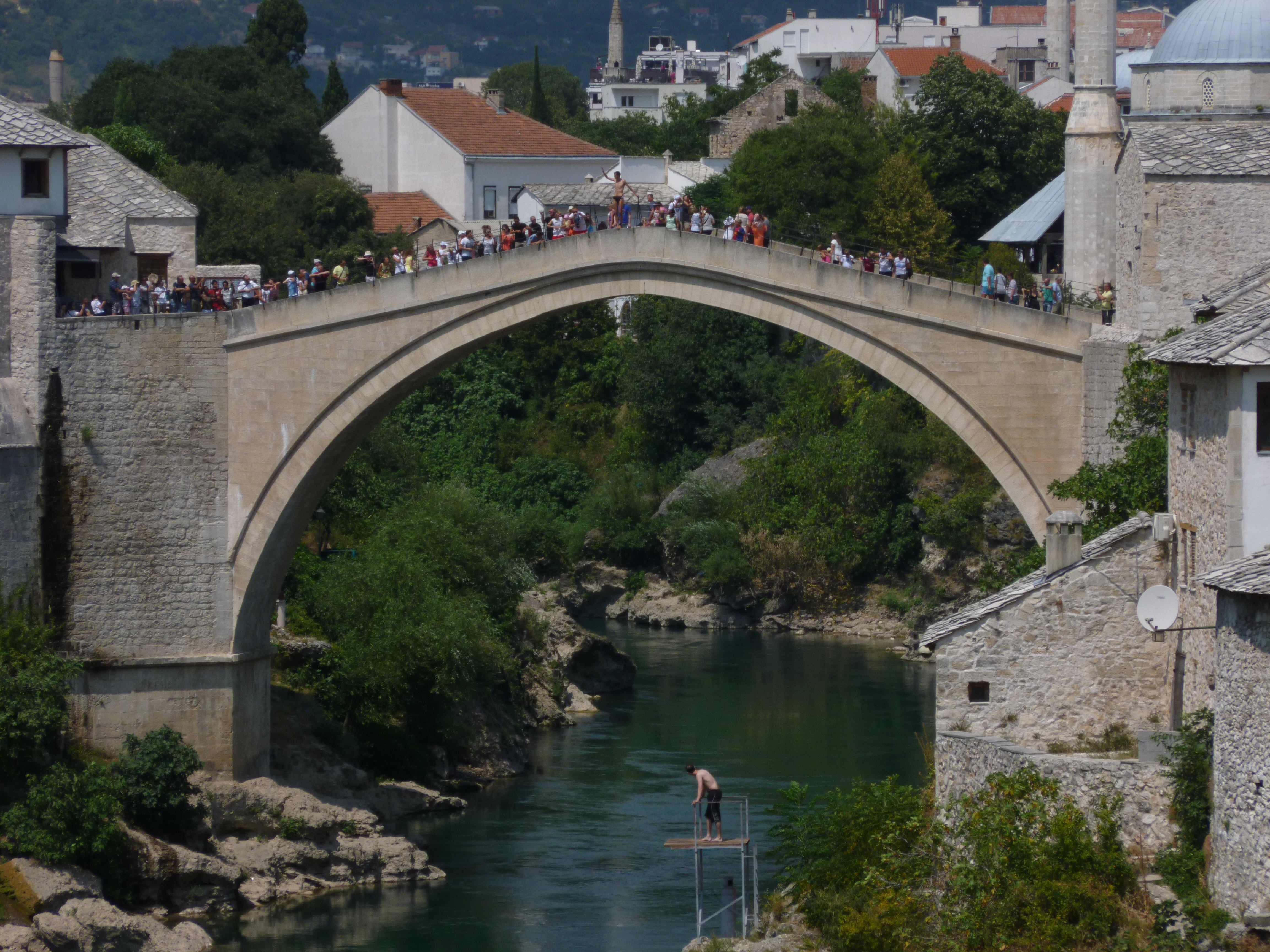
جسر ستاري موست في موستار، البوسنة والهرسك (1566).

وعلى الرغم من أن الأقواس كانت معروفة بالفعل من قبل الأتروسكان والإغريق القدماء، إلا أن الرومان كانوا أول من أدرك تماما إمكانات الأقواس لبناء جسر - كما هو الحال مع القبو والقبة. وقد قام المهندس كولن أوكونور بجمع قائمة بالجسور الرومانية تضم 330 جسر روماني حجري لحركة المرور، و 34 جسر خشبي و54 قناة رومانية كبيرة لا تزال قائما وحتى تُستخدم لنقل المركبات. كما قام الباحث الإيطالي فيتوريو غلايزو بدراسة استقصائية أكثر اكتمالا عثر فيها على 931 جسر روماني معظمها من الحجر، في حوالي 26 دولة مختلفة.
كانت الجسور الرومانية عبارة عن أقواس نصف دائرية بالعادة، على الرغم من أن عددا منها كان جسور قوسية متقطعة (مثل جسر القنطرة في إسبانيا)، وهو جسر يحتوي على قوس منحني أقل من نصف دائرة.
وكانت مزايا جسر القوس المتقطع أنه سمح كبيرة لكميات كبيرة من مياه الفيضان بالمرور تحته، والتي من شأنها منع الجسر من الانجراف بعيدا أثناء الفيضانات. عموما، ظهرت الجسور الرومانية على شكل إسفين الحجارة المتقوس (لبنة العقد أو voussoirs) من نفس في الحجم والشكل. وقد بنى الرومان كل من القنوات المائية المعلقة متعددة الإطالة وفردية المسافة مثل قناة بونت دو جارد في فرنسا وقناة شقوبية في إسبانيا. في القرون الوسطى، كان هناك تحسين في بناء الهياكل الرومانية للجسور باستخدام أرصفة أضيق. حيث تم في العمارة القوطية أدخال الأقواس أيضًا، والحد من الاتجاه الجانبي.
أما في الصين، فيُعتبر جسر أنجي أقدم جسر مقوس في البلاد، والذي تم بناؤه عام 605 م، وبنسبة ارتفاع منخفضة للغاية هي 5.2:1، مع استخدام عروة العقد. ويُعتبر جسر أنجي - الذي يبلغ طوله 167 قدم، أول جسر مقوس متقطع في العالم مبني من الحجر مع حواجز حديدية، للسماح لمياه الفيضانات بالمرور.
أما في العمارة الإسلامية، فقد ظهر العديد من الجسور القوسية منذ العصر العباسي مثل جسر دلال في زاخو شمال العراق، وحتى العصر العثماني، مثل جسر ستاري موست في البوسنة والهرسك، والذي يتسم بطابع العمارة العثمانية التي كست ملامحه. وقد تم بنائه في عهد السلطان سليمان القانوني ابن سليم الأول، كما تمت الاستعانة بالحجر الجيري في بناء دعامات الجسر. ولوحظ أن الجسر تم بناؤه بطريقة تتلائم مع منسوب المياه سواء في فترات الارتفاع أو الانخفاض. وقد استغرقت عملية بنائه حوالي 9 سنوات متصلة تقريبا.

### التاريخ الحديث

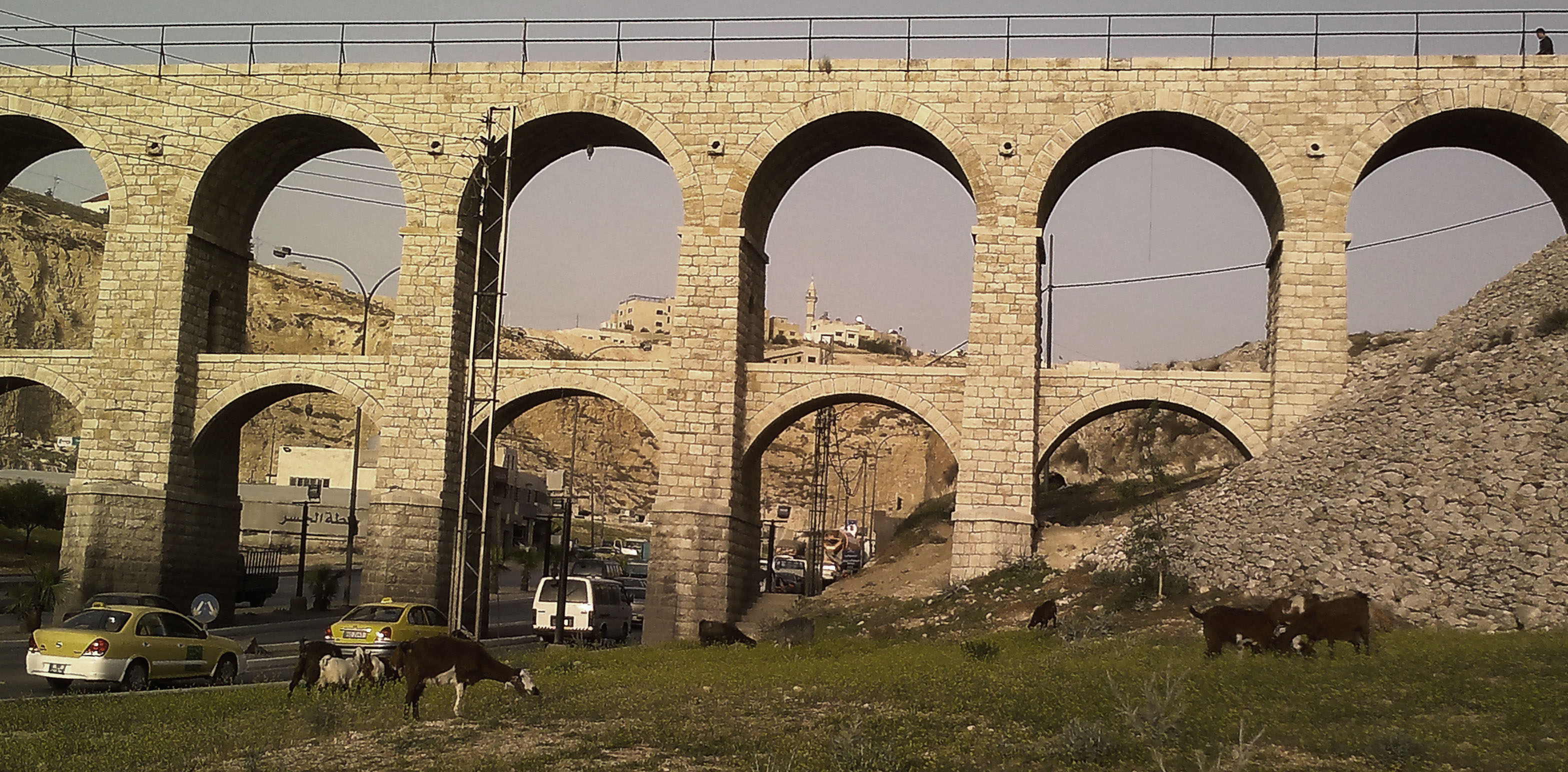
الجسور العشرة في عمّان، الأردن (1908)

بعد الثورة الصناعية في القرن الثامن عشر، وتحديدًا في عام 1779، تم الاستعاضة عن مادة الحجر في بناء الجسور المقوسة. حيث كان جسر أيرون الذي يعبر نهر سيفيرن في إنجلترا، أول جسر مصنوع من الحديد المصبوب في العالم، وبطول 60 متر.
وقد بدأت الجسور المقوسة تأخذ منحاً جديداً في القرن التاسع عشر، حيث بدأ الطول الحر للجسر يزداد بشكل كبير. وقد تغير استخدام المواد الإنشائية في هذه الجسور، خصوصا في أوروبا والولايات المتحدة. كما استمر تطور تصميمها في الفترة المعاصرة، حتى انتشر هذا النوع في كثير من دول العالم، وخصوصًا في الصين، والتي تحوي اليوم عدداً كبيراً من هذه الجسور، كثير منها مُصنف كأطول جسور العالم.
أما عربيًا، فتوجد بعض الجسور التي تعود إلى نهاية الحقبة العثمانية، كما في لبنان والأردن، بالإضافة إلى جسور حديثة تم بناؤها في مناطق عربية أخرى. تجدر الإشارة إلى أن هيئة الطرق والمواصلات في دبي قد أعلنت مؤخراً أنها ستباشر ببناء جسر جديد فوق خور دبي الذي يشطرها قسمين، بحيث سيكون أطول برج مقوس في العالم. وسيتالف الجسر من 12 مسارًا تتوسطها مسارات لمترو دبي تفصل بين خطوط الذهاب والأياب، على أن يستغرق تنفيذه أربع سنوات.
| جسر كوتينمن  | أطول جسر قوسي حديدي                        | يقع فوق نهر يانغتسي في مدينة تشونغتشينغ في الصين، يحتوي على قوس حديدي مشبك يبلغ طوله 552 متر.      |  |
| جسر وانكسيان | أطول جسر قوسي خرساني                       | يقع فوق نهر يانغتسي في مدينة تشونغتشينغ يعتبر أكبر قوس خرساني بطول قدره 420 متر.                   |  |
| جسر أرفيدا   | أكبر جسر من الألومنيوم في العالم           | موجود في مقاطعة كيبك، كندا. يبلغ طوله الرئيسي 91,5 متر وطوله الإجمالي 153 متر. تم إنشاؤه عام 1950. |  |
| جسر أيرون    | أول جسر مصنوع من الحديد المصبوب في العالم. | يقع على نهر سيفيرن في إنجلترا، وقد تم بناؤه عام 1779.                                              |  |

## الهيكل الإنشائي

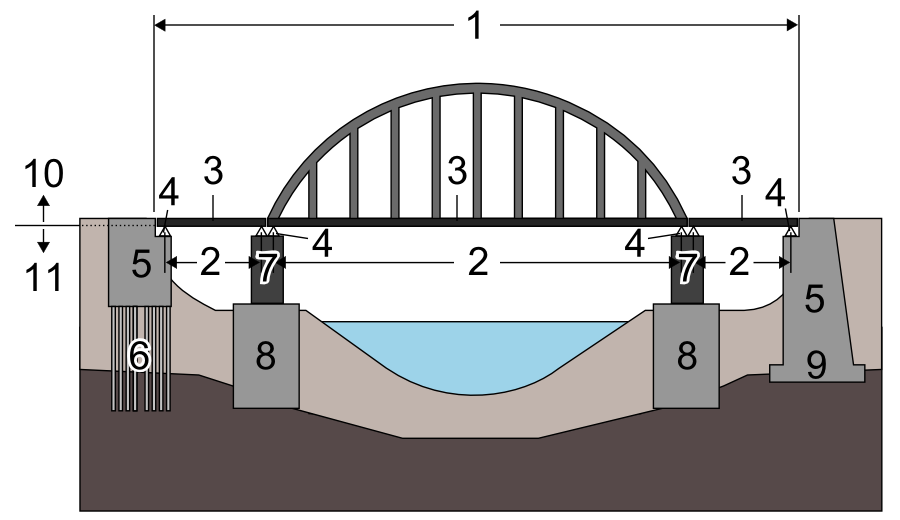
الأجزاء الإنشائية للجسر المقوس.

لدى الجسور المقوسة قوة مقاومة طبيعية كبيرة وهي تقوم بنقل الأحمال سواء الحية أو الميتة ومن ضمنها وزن الجسر عبر منحني القوس الي الدعائم في كل نهاية وهي التي تحمي القوس من التمدد والانفراج. واليوم بوجود مواد البناء مثل الحديد الصلب والاسمنت المسلح أصبح من الممكن بناء قوس بمسافات أطول وأشكال أجمل. وعادة تكون مسافات الجسور المقوسة بين (200 - 800 قدم).

طريقة سير العمل في الجسور الرومانية: يتم نقل السقالات لقوس آخر حالما يتم الانتهاء من الضلع المقوس.

يمكن بناء منحني القوس span عن طريق صبه أو تركيبه حسب طريقة بنائه من الأطراف الي الوسط بواسطة دعمها بواسطة بناء السقالات تحتها حتي تلتقي في المنتصف وتدعم نفسها بنفسها. وهناك طريقة أخرى وهي بواسطة دعمها ورفعها بواسطة الكوابل وهذه الطريقة تستخدم في حالات إنشاء قوس إذا كان يُقام فوق إحدى الأنهر أو كان فوق طريق كثيف المرور حتي لايتم تعطيل حركة السير وهي من إحدى الطرق الجديدة المبتكرة في هذا المجال.

### المواد الإنشائية
معظم الجسور القوسية الحديثة مصنوعة من الخرسانة المسلحة. هذا النوع من الجسور هو مناسب حيث يكون التمركز المؤقت قد يحدث لدعم أشكال، تسليح الحديد، والخرسانة غير المعالجة. من الممكن أيضا بناء قوس من الخرسانة المسلحة الخرسانة مسبوقة الصب، حيث يتم بناء القوس على نصفين ثم يتم إحناء بعضهم لبعض.
وتُنشأ العديد من الجسور الحديثة من الصلب أو الخرسانة المسلحة، وكثيرًا ما تحمل بعض من حمولتها عبر الشد ضمن هيكلها. وهذا يقلل أو يلغي الاتجاه الأفقي للدعامات. هيكليا وتحليليا فهذه الأقواس ليست أقواس صحيحة بل هي شعاع مع شكل قوس. وتُعتبر الجسور المقوسة النفقية التطور الحديث من الجسر المقوس، وقد أصبح هذا ممكنا عن طريق استخدام المواد الخفيفة التي هي قوية في الشد مثل الصلب والخرسانة مسبقة الإجهاد. واليوم بوجود مواد البناء الحديثة أصبح من الممكن بناء القوس بمسافات أطول وأشكال أجمل.

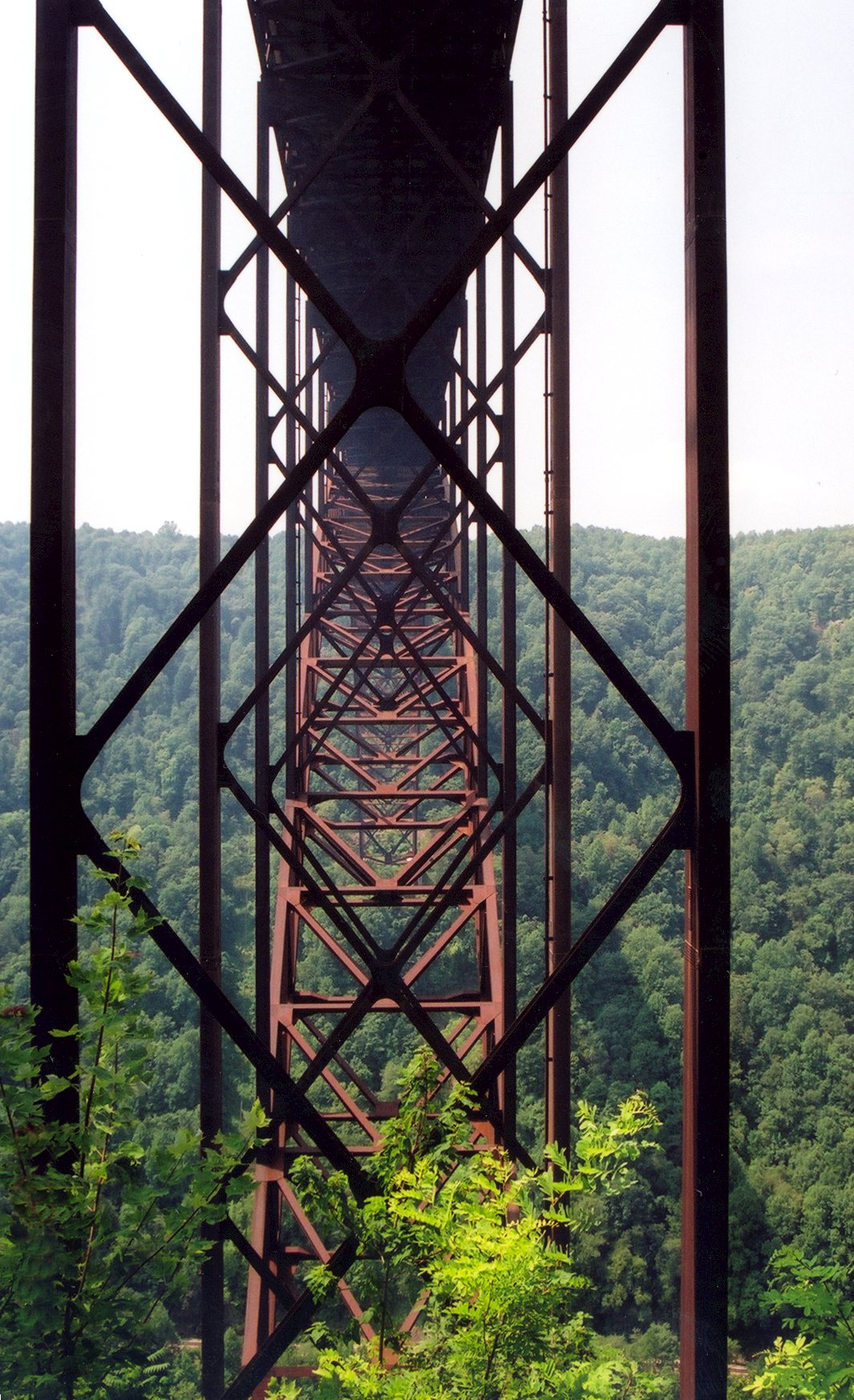
دعائم فولاذية لجسر مقوس.

### التصميم
يمكن محاكاة تصميم الجسور المقوسة بأخذ مسطرة بطول 30 سم مثلا وثنيها برقة حتي يتكون منحن القوس، ثم يتم الضغط علي القوس المتكون من منتصفة، ووضع مجموعة من الكتب في كل نهاية للقوس. يُلاحظ أن أكوام الكتب تعمل كدعائم، وتبقي نهايات القوس متوازنة خلال التمدد والانفراج. وبهذا تعمل الدعائم بحمل وزن القوس ووزن المركبات التي تمر من فوق الجسر، لهذا يصبح كل جزء من منحنى القوس تحت قوى الضغط compression، لذلك يجب أن تكون مواد البناء المنشأ منها القوس مواد قوية تحت قوي الضغط.
بشكل عام، يُقسم تصميم الجسور المقوسة إلى قسمين رئيسيين:
- الجسور الظهرية، أو Deck type، حيث يكون الجسر فوق القوس.
- الجسور النفقية، أو Through-deck type، حيث يكون الجسر أسفل القوس أو يخترقه.

أنواع

|  | 1  | جسر كاوتيانمن    | 552 | 1811 | فولاذ | 2009 | تشونغتشينغ 29°35′18.8″N 106°34′39.3″E / 29.588556°N 106.577583°E | الصين            |   |
|  | 2  | جسر لوبو         | 550 | 1804 | فولاذ | 2003 | شنغهاي 31°11′27.8″N 121°28′35.7″E / 31.191056°N 121.476583°E     | الصين            |   |
|  | 3  | جسر بوسايدنغ     | 530 | 1739 | CFST  | 2012 | سيشوان 28°53′31.9″N 105°52′47.1″E / 28.892194°N 105.879750°E     | الصين            |   |
|  | 4  | جسر نيو رفر جورج | 518 | 1699 | فولاذ | 1977 | فرجينيا الغربية 38°4′8.6″N 81°4′58.2″W / 38.069056°N 81.082833°W | الولايات المتحدة |   |
|  | 5  | جسر بايون        | 510 | 1673 | فولاذ | 1931 | نيو جيرسي 40°38′30.7″N 74°8′31.5″W / 40.641861°N 74.142083°W     | الولايات المتحدة |   |
|  | 6  | جسر ميناء سيدني  | 503 | 1650 | فولاذ | 1932 | سيدني 33°51′6.9″S 151°12′39.1″E / 33.851917°S 151.210861°E       | أستراليا         |   |
|  | 7  | جسر ووشان        | 460 | 1509 | CFST  | 2005 | تشونغتشينغ 31°3′47″N 109°54′7.6″E / 31.06306°N 109.902111°E      | الصين            |   |
|  | 8  | جسر منغزهو       | 450 | 1476 | فولاذ | 2011 | جيجيانغ 29°54′48.1″N 121°39′4.1″E / 29.913361°N 121.651139°E     | الصين            |   |
|  | 9  | جسر نهر زهيجنغهي | 430 | 1411 | CFST  | 2009 | هوبئي 30°37′33.5″N 110°11′48.8″E / 30.625972°N 110.196889°E      | الصين            |   |
|  | 10 | جسر زنغوانغ      | 428 | 1404 | فولاذ | 2008 | قوانتشو 23°3′10″N 113°19′18.2″E / 23.05278°N 113.321722°E        | الصين            | - |

## أنواع الجسور القوسية

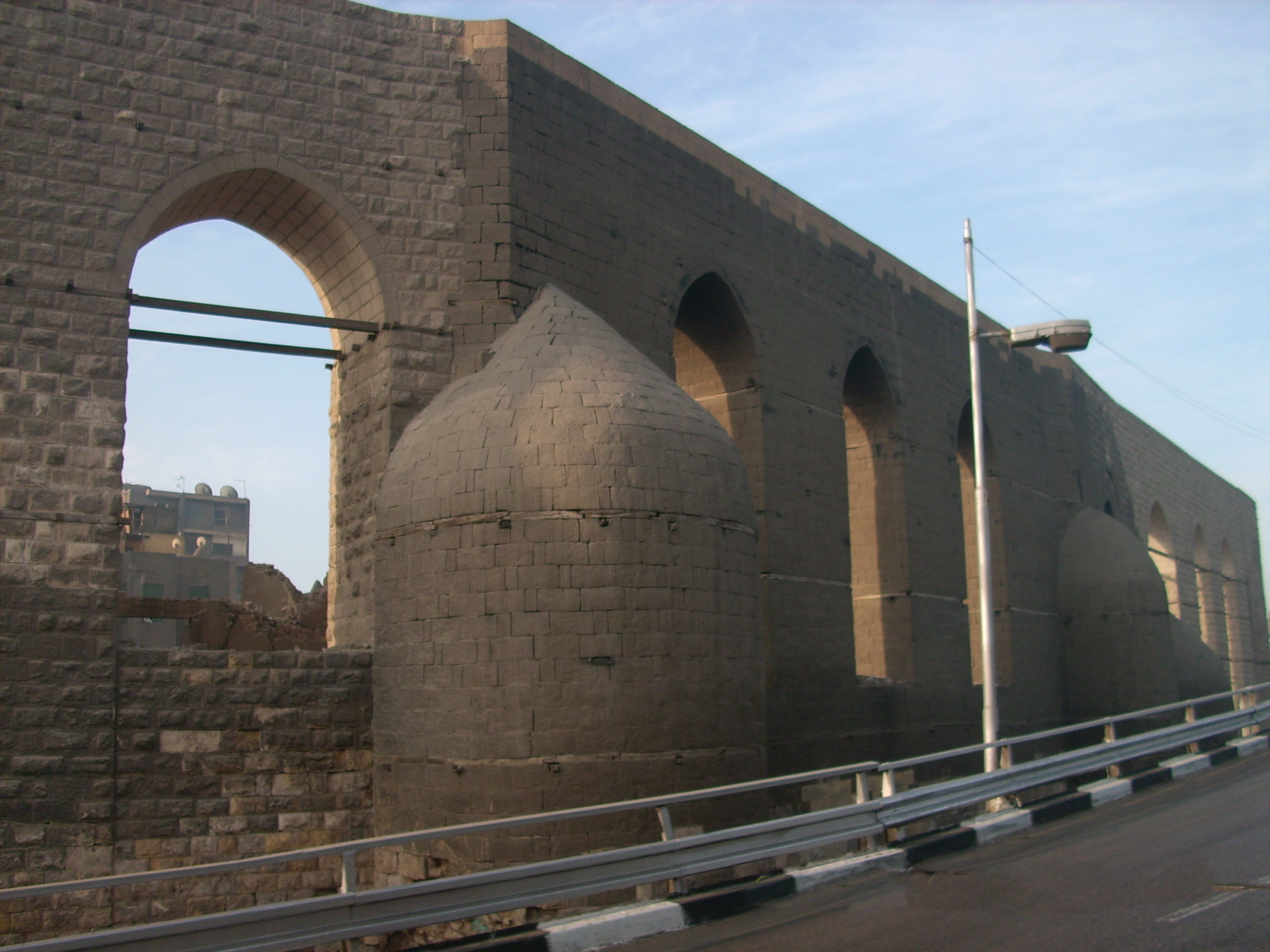
سور مجرى العيون في القاهرة، مصر. وهو مجرى مائي مرفوع بناه صلاح الدين الأيوبي عام 1169.

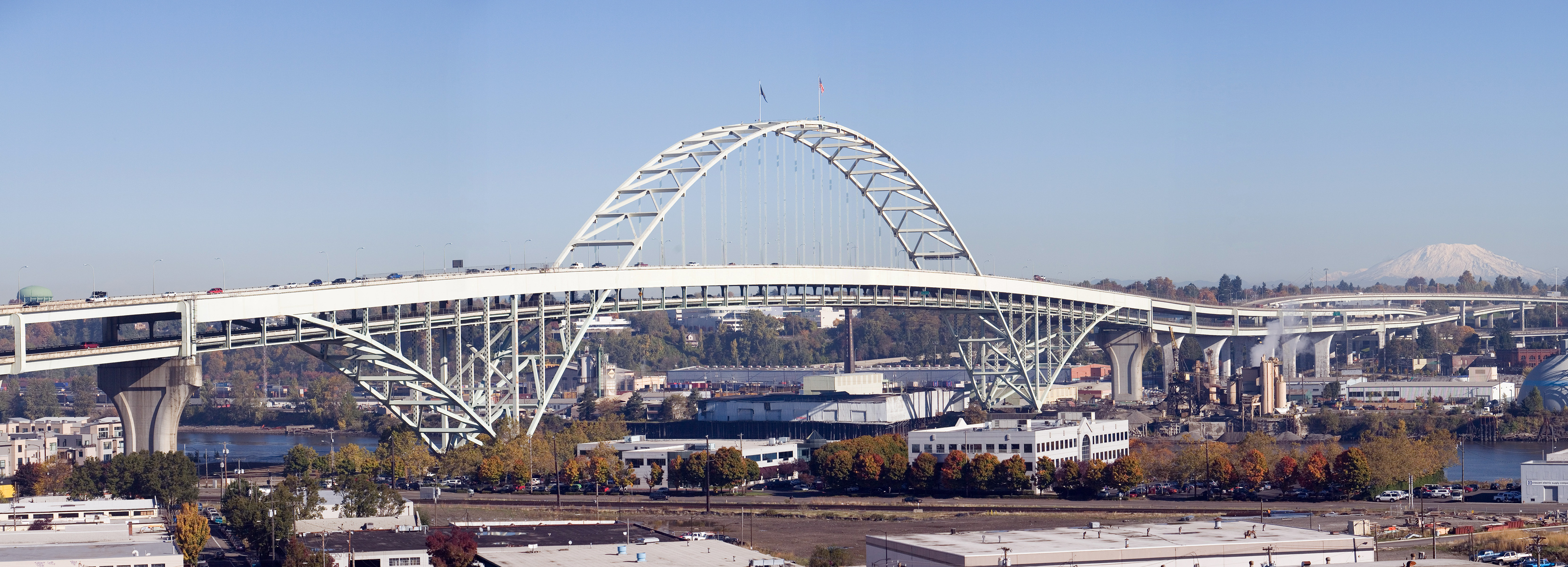
جسر فريمونت في بورتلاند، أوريغون. وهو من نوع جسور الممرات (Deck arch bridge).

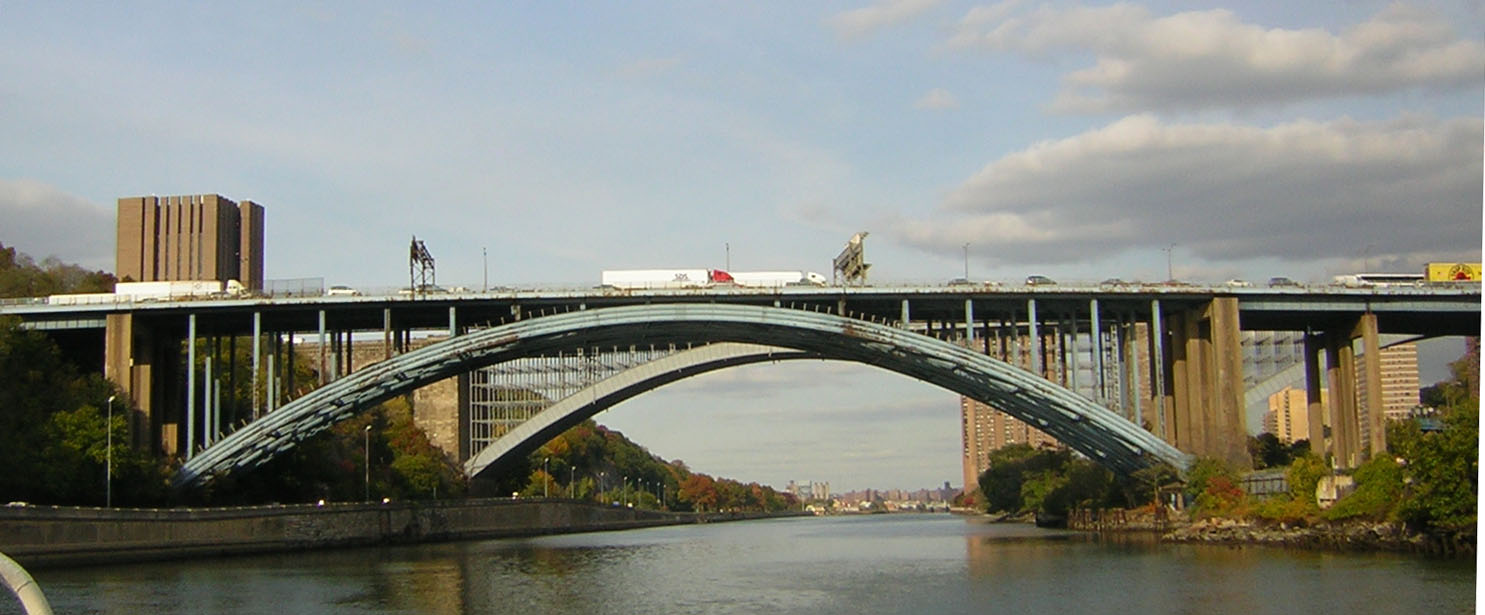
جسر ألكسندر هاملتون على نهر هارلم في نيويورك.

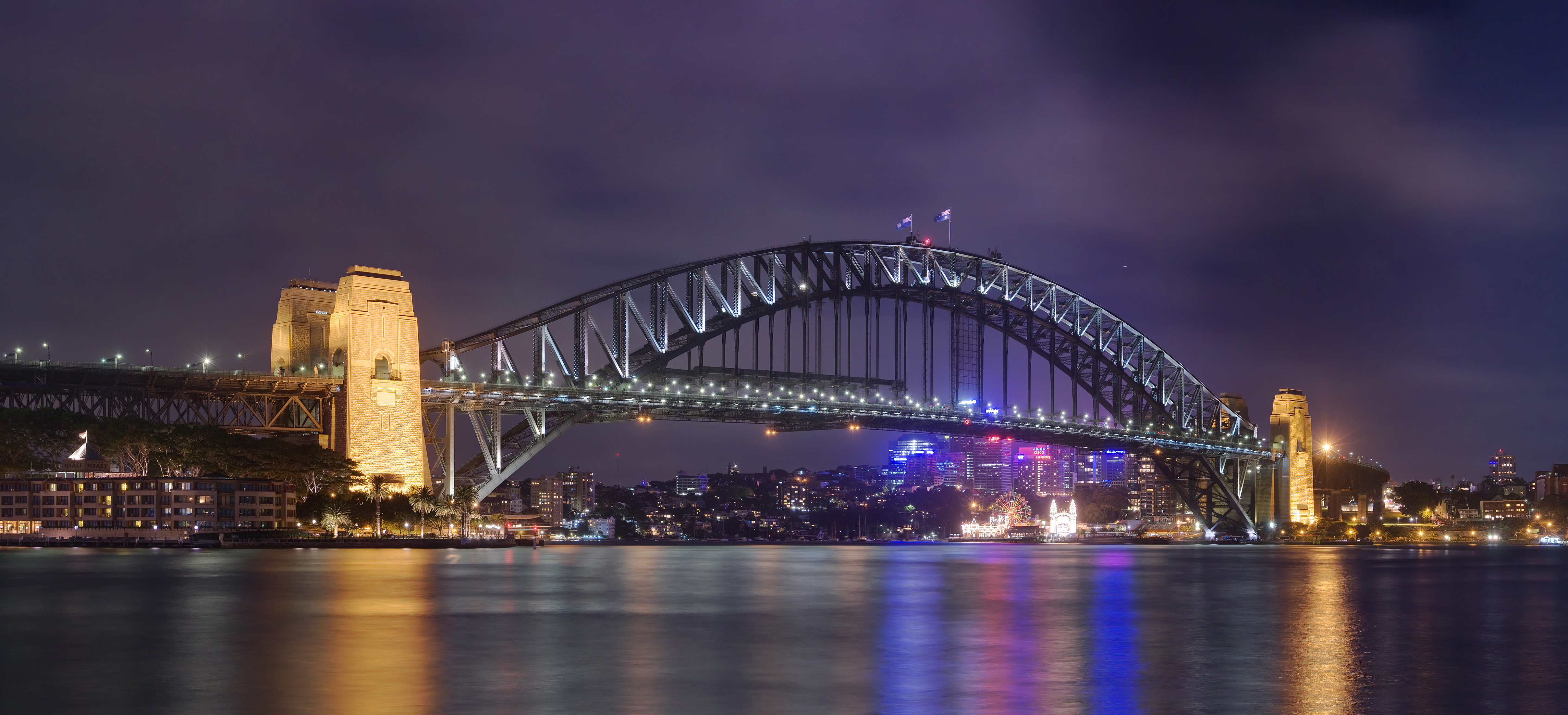
جسر ميناء سيدني في سيدني، أستراليا.

### قنوات مائية مرفوعة
هي قنوات على قناطر يتم إنشاؤها بغرض توصيل المياه وتجريتها إلى مسافات بعيدة مدفوعة بطاقة الوضع. ويستخدم هذا المصطلح في الهندسة الحديثة للتعبير عن أي نظام للمواسير وقنوات الري والأنفاق وغير ذلك من الإنشاءات المستخدمة لهذا الغرض.
وفي الاستخدام الأكثر محدودية، ينطبق مصطلح القناة (جسر مائي في بعض الأحيان) على أي جسر أو قنطرة تنقل المياه — بدلاً من ممر أو طريق أو سكة حديدية — عبر إحدى الفتحات. وتستخدم القنوات الصالحة للملاحة كبيرة الحجم كروابط لنقل القوارب أو السفن. ويجب أن تمتد القنوات وتعبر على نفس مستوى المجاري المائية على كلا الطرفين.
وفي العصور الحديثة، تم بناء أضخم القنوات على الإطلاق في الولايات المتحدة لتوفير المياه للمدن الكبرى بالبلاد. تنقل قناة كاتسكيل المياه إلى مدينة نيويورك على مسافة 120 ميلاً (190 كم)، ولكنها تتضائل بسبب امتداد قنوات أخرى في الغرب الأقصى من البلاد، ولاسيما قناة كولورادو التي تمد منطقة لوس أنجلوس بالمياه من نهر كولورادو والتي تجري 400 كم تقريبًا باتجاه الشرق و 701.5 ميلاً (1129 كم)، بالإضافة إلى قناة كاليفورنيا التي تمتد من دلتا نهر سان هواكين - مدينة ساكرامنتو وحتى بحيرة بيريس. ويمثل مشروع أريزونا المركزي أكثر القنوات المبنية اتساعًا وأعلاها تكلفةً على مستوى الولايات المتحدة. فهذا المشروع يمتد على مسافة 336 ميلاً من منبعه بالقرب من باركر، أريزونا وحتى مناطق التجمع الحضري في فينيكس وتوسان. كما يمثل جسر خط الأنابيب الصورة الحديثة لنظام القنوات.

### جسر مقوس ممر
يتألف هذا النوع من الجسور القوسية من قوس، حيث يقع سطح الجسر يقع فوقه تماما. ومن المعروف أن المنطقة الواقعة بين القوس وسطح الجسر تعرف بـ «عروة العقد» (Spandrel). إذا كانت عروة العقد صلبة، عادة ما تكون في حالة القوس الحجري، فيُسمى الجسر (open-spandrel arch bridge). إذا كان سطح الجسر مدعوم من قبل عدد من الأعمدة الرأسية الصاعدة من القوس، يُعرف الجسر (closed-spandrel arch bridge). ويُعتبر جسر ألكسندر هاملتون مثلاً على (open-spandrel arch bridge). إذا كان القوس يدعم سطح الجسر فقط في الجزء العلوي من القوس، فيُسمى في هذه الحالة «جسر قوس الكاتدرائية».

### جسر مقوس نفقي
يتألف هذا النوع من الجسور من قوس يدعم سطح الجسر عن طريق الكابلات أو تعليق قضبان. من الأمثلة على هذا النوع جسر ميناء سيدني، وهو جسر مقوس نفقي يُستخدم فيه نوع القوس الجمالوني. تُعتبر هذه الجسور من خلال استخدام القوس على النقيض تمامًا من الجسور المعلقة التي تستخدم السلاسل للشد، والتي يتم إرفاق الكابلات أو قضبان بها للتعليق.

### جسر مقوس مقيد
وهو معروف أيضا باسم قوس الوتر، هذا النوع من الجسور المقوسة يشتمل على التعادل بين طرفي القوس. هذا التعادل هو قادر على تحمل قوى الدفع الأفقية على دعامات الجسر القوسي.

## معرض صور

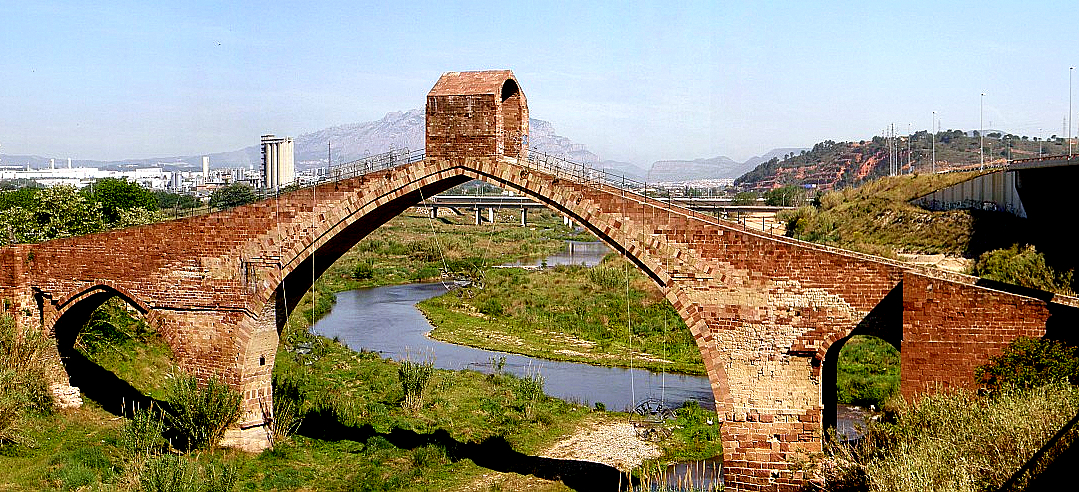
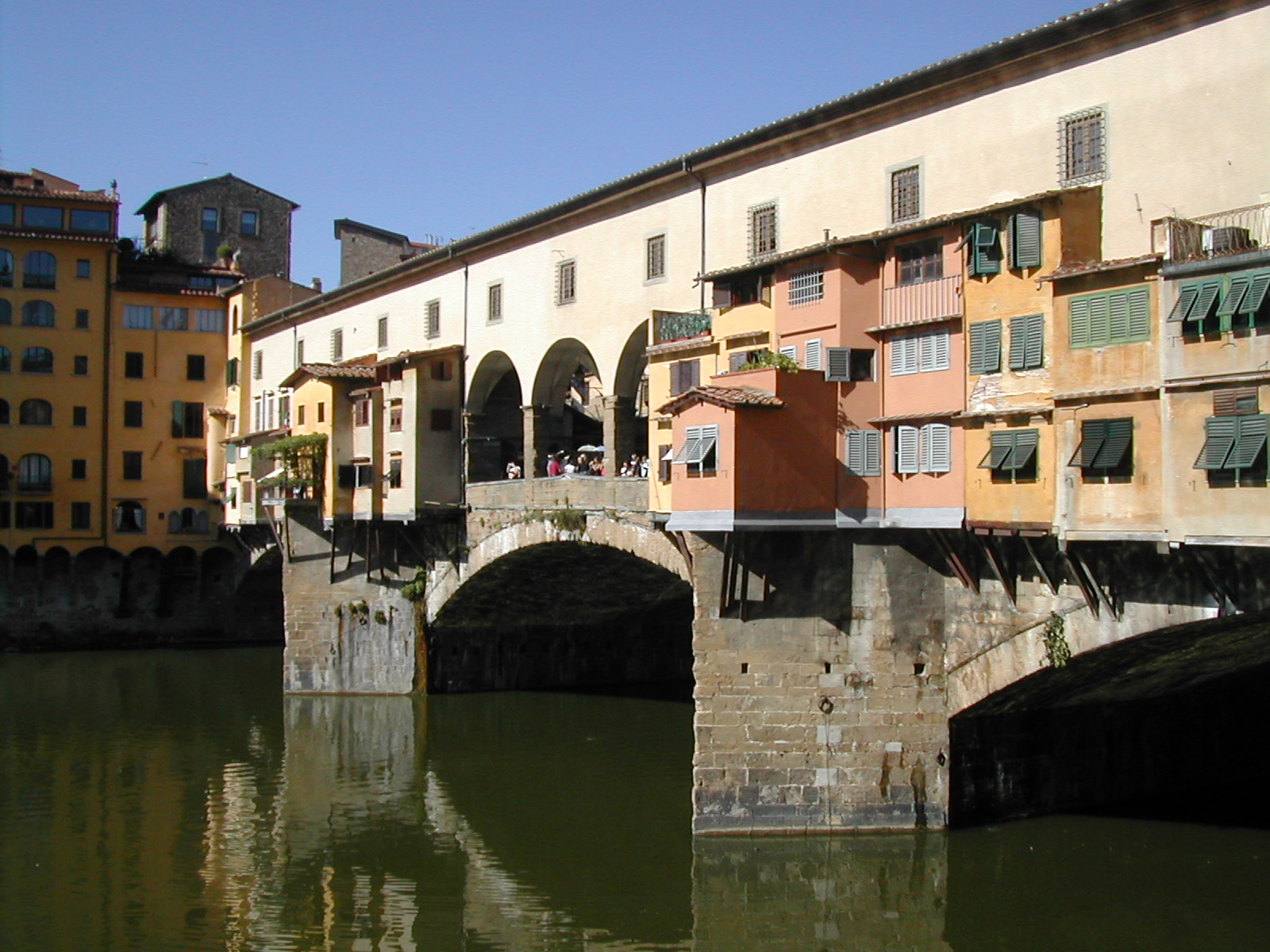
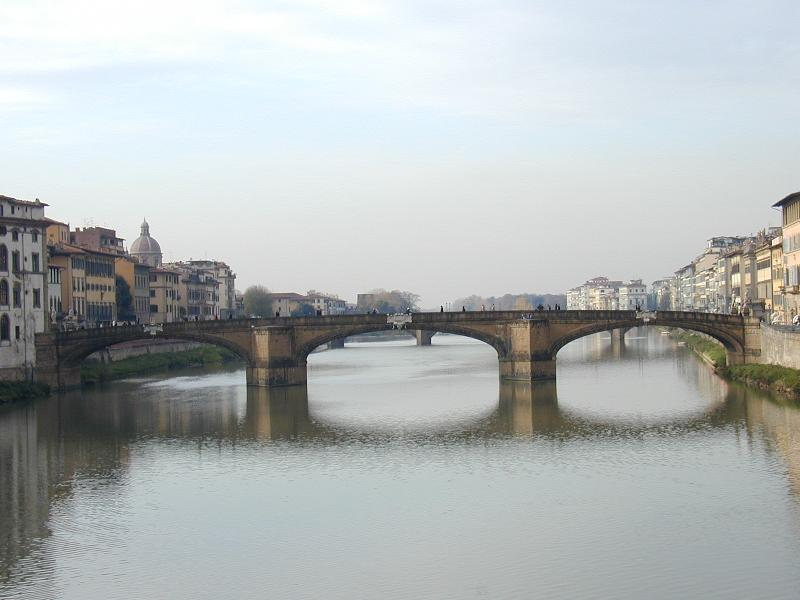
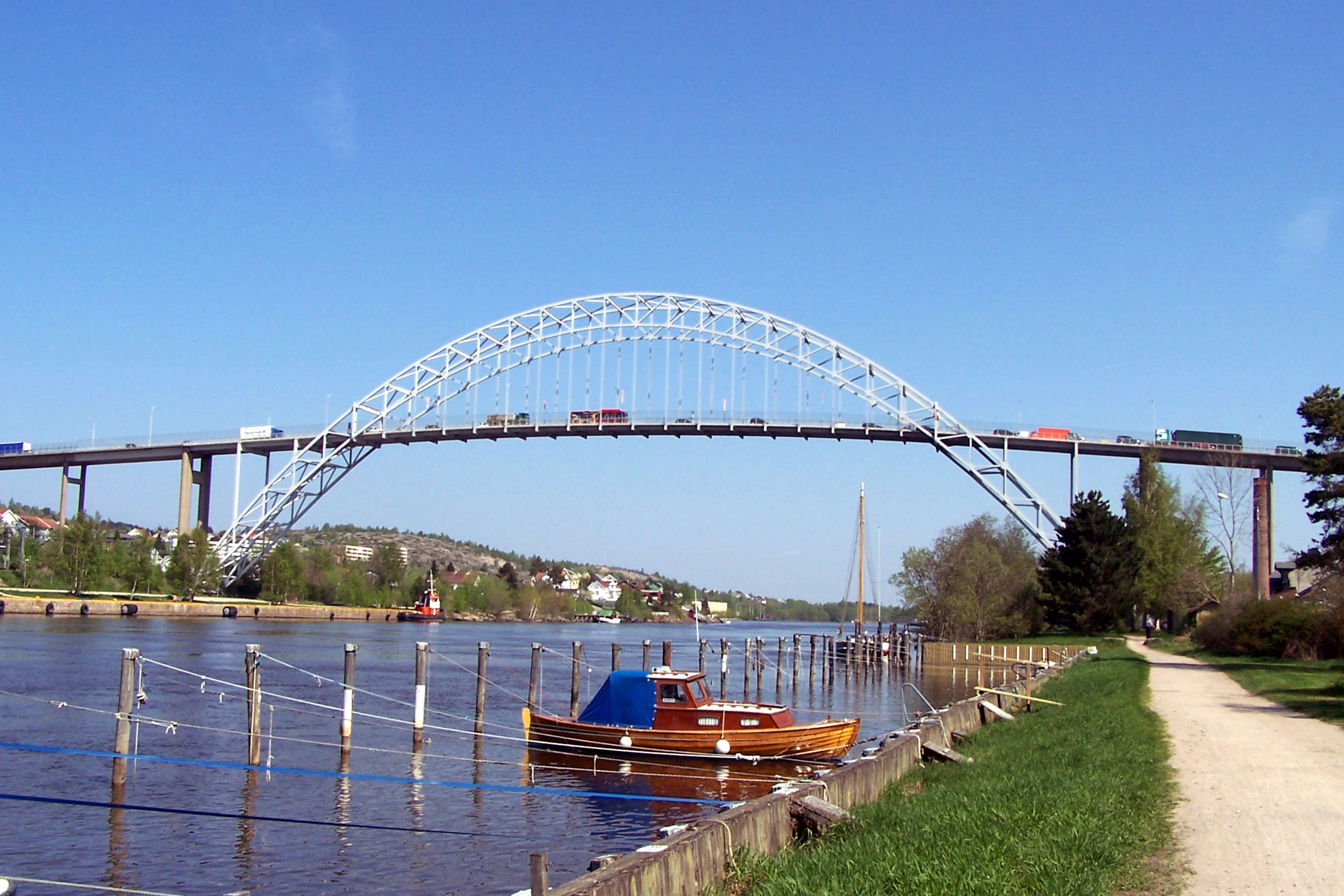
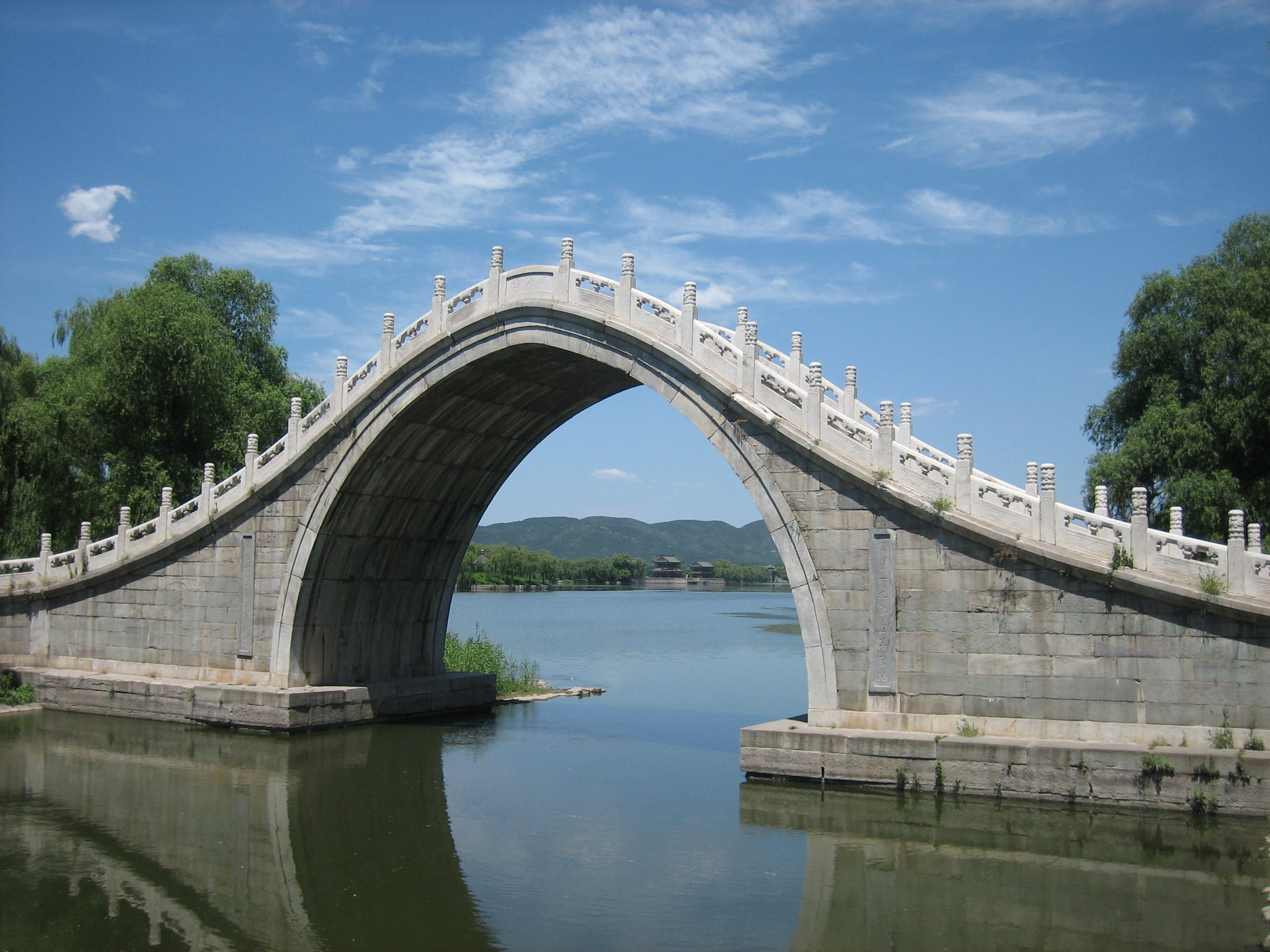
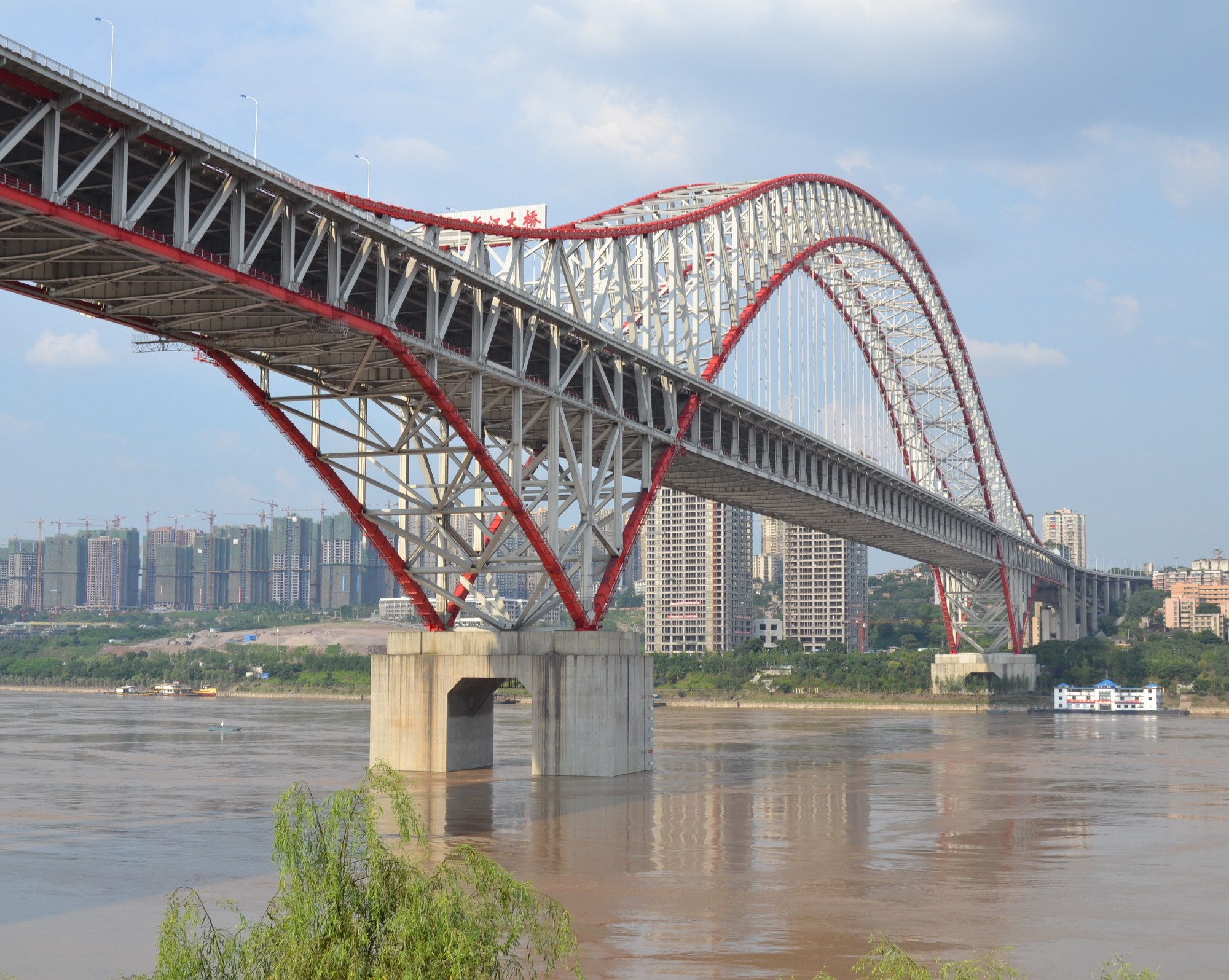
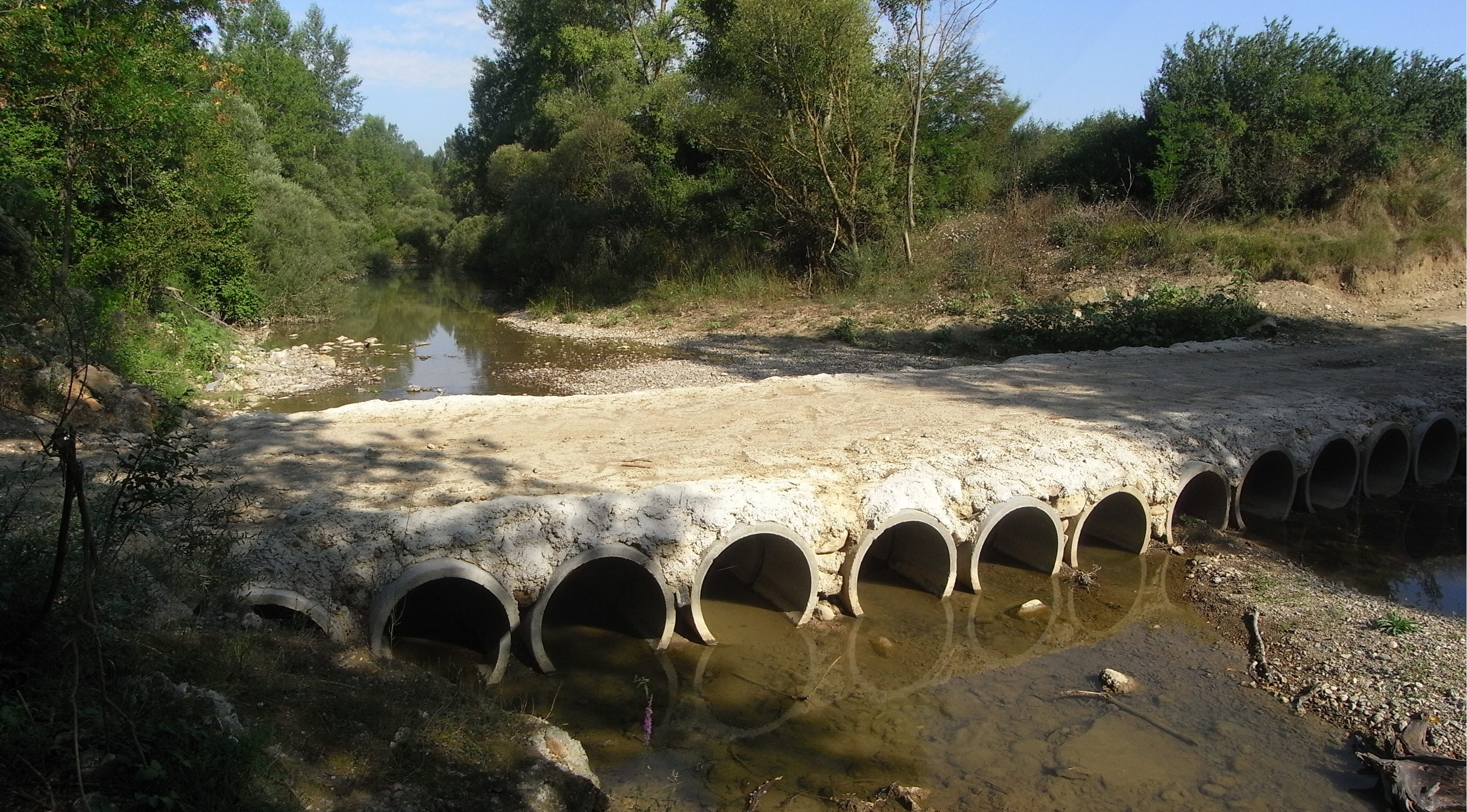

## وصلات خارجية
- كيفية إنشاء جسر مقوس
- أكبر الجسور المقوسة بالعالم
- مجسم لجسر مقوس لمحاكاة قوة التحمل
- نوفا أون لاين - جسور خارقة - جسور قوسية
- شركة جسور ماتسو - جسور قوسية نسخة محفوظة 2 مارس 2005 على موقع واي باك مشين.
- جسور تاريخية في مدويست
- جسور تاريخية في مانشستر نسخة محفوظة 11 يوليو 2011 على موقع واي باك مشين.